# Frente Sindicalista Revolucionario
El Frente Sindicalista Revolucionario fue una organización política falangista de España fundada en 1965.
En 1963, Narciso Perales formó la organización clandestina de inspiración falangista Frente Nacional de Trabajadores (FNT). A la vez que el FNT se creó una rama estudiantil, el Frente de Estudiantes Sindicalistas (FES), cuya vida será más prolongada. Perales sentó las bases de ambas organizaciones falangistas durante tres años y en 1965 las abandonó y fundó el Frente Sindicalista Revolucionario (FSR).

## El origen nacional-sindicalista
Convencido del desprestigio de los símbolos falangistas debido a su identificación con el franquismo, Perales pretendía crear con el FSR una "neo-falange", es decir, una organización que no reivindicara la identidad falangista pero que defendiera los pensamientos joseantonianos convenientemente actualizados. La bandera del FSR era negra con una espiral roja.
Para la constitución del FSR, Perales contó con antiguos militantes del FES en Madrid y también con integrantes de Círculos Doctrinales José Antonio de Barcelona. 
En 1968 se publicaron los primeros números de "Frente", órgano de la Junta Local de Madrid del FSR. El contenido de dicha revista revela las contradicciones del proyecto de Perales y el riesgo, consumado más tarde, de que una organización desprovista de referencias explícitamente falangistas e involucrada en la lucha obrera y estudiantil acabara en las antípodas del falangismo. Se mezclaban planteamientos de abierta simpatía con el movimiento libertario y el sindicalismo de Ángel Pestaña junto con posiciones próximas al nacional-sindicalismo y defensoras de un falangismo antifranquista. Las críticas al dirigismo leninista se simultaneaban con teorizaciones sobre la necesidad de una vanguardia política jacobina; la reivindicación de una revolución hecha por los trabajadores con la afirmación de que la revolución debe ser dirigida por un partido elitista.

## El acercamiento a la izquierda radical
Entre 1968 y 1972 se produjeron las deserciones de los elementos joseantonianos de la organización y el ingreso de nuevos militantes sin ninguna relación con el falangismo.
La creciente participación del FSR en la lucha antifranquista propició una profundización en los contenidos ideológicos autogestionarios, cada vez más próximos al movimiento libertario y a las ideas de Ángel Pestaña y su Partido Sindicalista. El núcleo que mantenía la conexión con las raíces falangistas del grupo se acabó limitando al propio Narciso Perales y a un par de incondicionales más en Valencia y Cantabria.
En Madrid, la incorporación del profesor universitario José Luis Rubio Cordón, especialista en política iberoamericana, constituyó un paso decisivo en el abandono de cualquier residuo ideológico del autoritarismo nacional-sindicalista. Rubio había abandonado la ideología falangista años antes y se había convertido en defensor de un sindicalismo político democrático ("un socialismo de hombres libres"), cuyas tesis expuso en el libro Desarrollo Sindicalista (Editorial ZYX), habiendo participado en la fundación del antifranquista Frente de Liberación Popular (conocido por el acrónimo de Felipe).
En Barcelona, el FSR se radicalizó más y entró dentro de la órbita de grupos libertarios, participando en actividades conjuntas como las campañas de apoyo a los integrantes del ex-Movimiento Ibérico de Liberación (MIL). Esta radicalización se plasmó en el órgano catalán del FSR, "Lucha Permanente", cuyo n.º 2, publicado en enero de 1974, es una clara muestra de esta evolución. Incluso hubo un intento fracasado de orientar la organización hacia una nueva izquierda receptiva al marxismo, del que sería exponente el opúsculo "Hacia la superación del leninismo", Crítica Revolucionaria, n.º 1, publicado en 1973.
Los años siguientes hasta 1976 supusieron una profundización del proceso anterior, es decir, de la afirmación del FSR como una organización que entroncaba críticamente con el sindicalismo revolucionario libertario y, en particular, con las ideas políticas de Ángel Pestaña. Sin embargo, la presencia de Perales en la organización y los orígenes conectados con el falangismo actuaron como lastre invencible para el crecimiento de la organización, que, para muchos, seguía siendo un grupo falangista o neofalangista.
En el número 85 de la revista "Doblón", en mayo-junio de 1976, apareció una entrevista con uno de los dirigentes del FSR, Javier Espinosa, donde éste manifestaba la posición próxima al anarquismo de la organización, aunque sosteniendo la necesidad de la intervención política. En el recuadro que acompañaba la entrevista se decía con respecto al FSR: "Algunos de sus miembros proceden de grupos afines a la Falange, si bien en la actualidad se encuentran lejanos de las autoritarias doctrinas nacional-sindicalistas". 
También en 1976, se produjeron distintos intentos del FSR de dotarse de una base social más amplia, como fueron la creación de un Partido Sindicalista Autogestionario y el impulso de la Federación Autónoma de Trabajadores (FAT), que tuvo una cierta incidencia en los sectores del Metal y la Construcción de Madrid. Estos intentos tuvieron poco éxito: el Partido Sindicalista Autogestionario no llegó a tener vida real y la FAT acabaría disolviéndose, integrándose sus afiliados en la USO y en la renacida CNT.
En esta época, son frecuentes los desmentidos en prensa sobre el carácter falangista de la organización. Sin embargo, la acusación de ser un movimiento falangista seguiría siendo una constante hasta la desaparición del grupo. Ello a pesar de que, con la salvedad de Perales y un reducísimo número de incondicionales, la militancia estaba ya fuera de toda influencia ideológica joseantoniana y se consideraba parte de la izquierda radical. A este respecto, es sintomática la reseña del funeral por el militante de ETA p-m Juan Paredes Manot, "Txiki", que publicó el Diario de Barcelona en su edición del 28 de septiembre de 1976, en la que, junto al FRAP, LCR, OCE-BR, PCE (m-l) y PCE-i, se menciona el Frente Sindicalista Revolucionario como una de las organizaciones asistentes.
En noviembre de 1976, Narciso Perales anuncia su incorporación al sector hedillista de Falange Española, participando en el acto conmemorativo de la muerte de Primo de Rivera. La Dirección Colectiva del FSR emite un comunicado manifestando la expulsión de Perales y señalando que el FSR no tiene nada que ver con el falangismo en cualquiera de sus matices. En la edición de 25-11-1976 de Diario 16, el secretario de la Dirección Colectiva del FSR, Fernando Flores, manifestaba que "a Perales se le indicó que si en su interior se consideraba falangista debería abandonar el FSR. Esta acusación la negó dando toda clase de seguridades". A Perales le acompañarían sólo dos personas, una en Cantabria y otra en Valencia, pero una treintena de militantes madrileños abandonaron el FSR en disconformidad con la contemporización que se había tenido con Perales hasta entonces y acusando a la dirección de haber ocultado a la militancia las raíces neofalangistas de la organización.
En diciembre de 1976, el FSR emitió un comunicado pidiendo la abstención al referéndum de la Reforma Política y llamando "al pueblo trabajador para que fortalezca su unidad".
Poco después, a principios de 1977, la militancia del FSR se integraba en el proceso de reconstrucción del Partido Sindicalista de Ángel Pestaña.